# Kolonie Terek
Die Kolonie Terek war eine russlandmennonitische Ansiedlung im Kaukasus, im heutigen Dagestan. Heute gehören die Orte zum Rajon Babajurt.
Die Kolonie wurde 1901 gegründet, als die Kolonie Molotschna am Fluss Sulak unweit des Kaspischen Meeres 24 800 Desjatinen Land erwarb. Hier ließen sich 536 Familien nieder. Nach einigen Jahren der Missernten legten die Bauern Bewässerungskanäle an und die Erträge wuchsen. Es entstanden Getreidemühlen, Ziegelfabriken, Schreiner- und Schmiedewerkstätten, eine Buchhandlung und eine Bank. Es wurde auch Erdöl entdeckt, und Verträge mit Ölraffinerien steigerten den Wohlstand.  1908 wurden in Chartsch und Müdelburg Mennonitenkirchen errichtet, 1912 in Talma eine Kirche der Mennonitenbrüder. Jedes Dorf hatte eine Schule. 1918 flohen die Kolonisten in die Kolonie Kuban und die Kolonie Molotschna. Von denen, die zurückkehrten, wanderten die meisten 1925 nach Kanada aus.
| Nr | ursprünglicher Name | heutiger Name       | russisch            | Gründung        |
| -- | ------------------- | ------------------- | ------------------- | --------------- |
| 1  | Wanderloo           | Lwowski 1           | Львовский 1-й       | 1901            |
| 2  | Chartsch            | Lwowski 2           | Львовский 2-й       | 1901            |
| 3  | Talma               | Tursin              | Турзин              | 1901            |
| 4  | Konstantinowka      | Arzalu              | Арцалу              | 1901            |
| 5  | Sulak               | Lwowski 5           | Львовский 5-й       | 1902            |
| 6  | Alexandrowka        | Lwowski 6           | Львовский 6-й       | 1901            |
| 7  | Marjanowka          | Lwowski 7           | Львовский 7-й       | 1901            |
| 8  | Rohrbach            | Lwowski 8           | Львовский 8-й       | 1901            |
| 9  | Nikolajewka         | Lwowski 9           | Львовский 9-й       | 1901            |
| 10 | Müdelburg           | Lwowski 10          | Львовский 10-й      | 1901            |
| 11 | Pretoria            | Lwowski 11          | Львовский 11-й      | 1901            |
| 12 | Ostheim             | Lwowski 12          | Львовский 12-й      | 1901            |
| 13 | Taranowka           | Lwowski 13          | Львовский 13-й      | 1901            |
| 14 | Kameschlak          | Lwowski 14          | Львовский 14-й      | 1904            |
| 15 | Kaplan              | nicht mehr existent | nicht mehr existent | 1904            |
| 16 | Agrakahn            | nicht besiedelt     | nicht besiedelt     | nicht besiedelt |
| 17 | Aktasch             | nicht besiedelt     | nicht besiedelt     | nicht besiedelt |